# دارلینگتون
دارلینگتون (به انگلیسی: Darlington) شهری است در انگلستان واقع در ناحیه شمال شرقی انگلستان. جمعیت این شهر ۹۷٬۷۱۲ نفر است.